# Маленький домик в прериях (телесериал)
Маленький домик в прериях (англ. Little House on the Prairie) — длительный американский телесериал с Майклом Лэндоном, Мелиссой Гилберт и Карен Грассл в главных ролях, рассказывающий о семье, живущей на ферме в Уолнат-Гров, штат Миннесота, на протяжении 70-х и 80-х годов XIX века. Сериал был основан на одноимённой серии книг писательницы Лоры Инглз Уайлдер и транслировался на телеканале NBC на протяжении девяти сезонов, с 1974 по 1983 год.

## Обзор
Сериал повествовал о фермере и патриархе семейства Чарльзе Инголлзе (Майкл Лэндон) и его жене Кэролайн (Карен Грассл), которые воспитывали четырёх дочерей, а после взяли ещё трёх приёмных детей. В отличие от книги, в телесериале присутствует ряд второстепенных персонажей, играющих заметную роль в сюжете, благодаря чему проект стал одним из наиболее длительных шоу для семейной аудитории.
Хотя сериал считался преимущественно драмой, он имел множество комедийных аспектов, в основном вращавшихся вокруг второстепенных героев. Основное внимание в сериале уделялось темам семейных ценностей, любви, дружбы и веры. Исполнитель главной роли, Майкл Лэндон, выступил режиссёром большинства эпизодов сериала, он снял 87 из 203 серий. Уильям Ф. Клэкстон снял 67, а Виктор Френч 19 эпизодов. Заглавную музыкальную тему сериала, «The Little House», написал композитор Дэвид Роуз.

## Реакция

### Награды и номинации
За период своей девятилетней трансляции сериал получил ряд наград и номинаций. Проект семнадцать раз выдвигался на главную телевизионную премию «Эмми», выиграв четырежды. Хотя проект выдвигался на «Эмми» в основном в технических категориях, в 1978 году Мелисса Сью Андерсон была номинирована в категории «За лучшую женскую роль в драматическом телесериале», став самым молодым на тот момент номинантом на награду. Сам сериал в 1977 году был номинирован на «Золотой глобус», а Майкл Лэндон и Мелисса Гилберт выдвигались на соискание наград в 1979 и 1981 годах соответственно. Также проект выиграл несколько премий «Выбор народа» и «Молодой актёр».

### Телевизионные рейтинги
Первые два сезона выходили в эфир по средам и имели умеренные рейтинги. В 1976 году сериал переехал на понедельник и стал ведущим проектом канала, оставаясь в Топ-30 до финала сериала.
- Сезон 1 (1974—75): #13[5]
- Сезон 2 (1975—76): #16[5]
- Сезон 3 (1976—77): #7[5]
- Сезон 4 (1977—78): #14[5]
- Сезон 5 (1978—79): #16[5]
- Сезон 6 (1979—80): #10[5]
- Сезон 7 (1980—81): #25[5]
- Сезон 8 (1981—82): #29[5]
- Сезон 9 (1982—83): #28[5]